# Karabin maszynowy Typ 11
Karabin maszynowy Typ 11 (Taishō 11-Shiki, Nambu 1922) (jap. 十一年式軽機関銃 jūichi-nenshiki keiki-kanjū) – ręczny karabin maszynowy kalibru 6,5 mm używany w Cesarskiej Armii Japońskiej w czasie II wojny światowej, skonstruowana przez Kijirō Nambu.

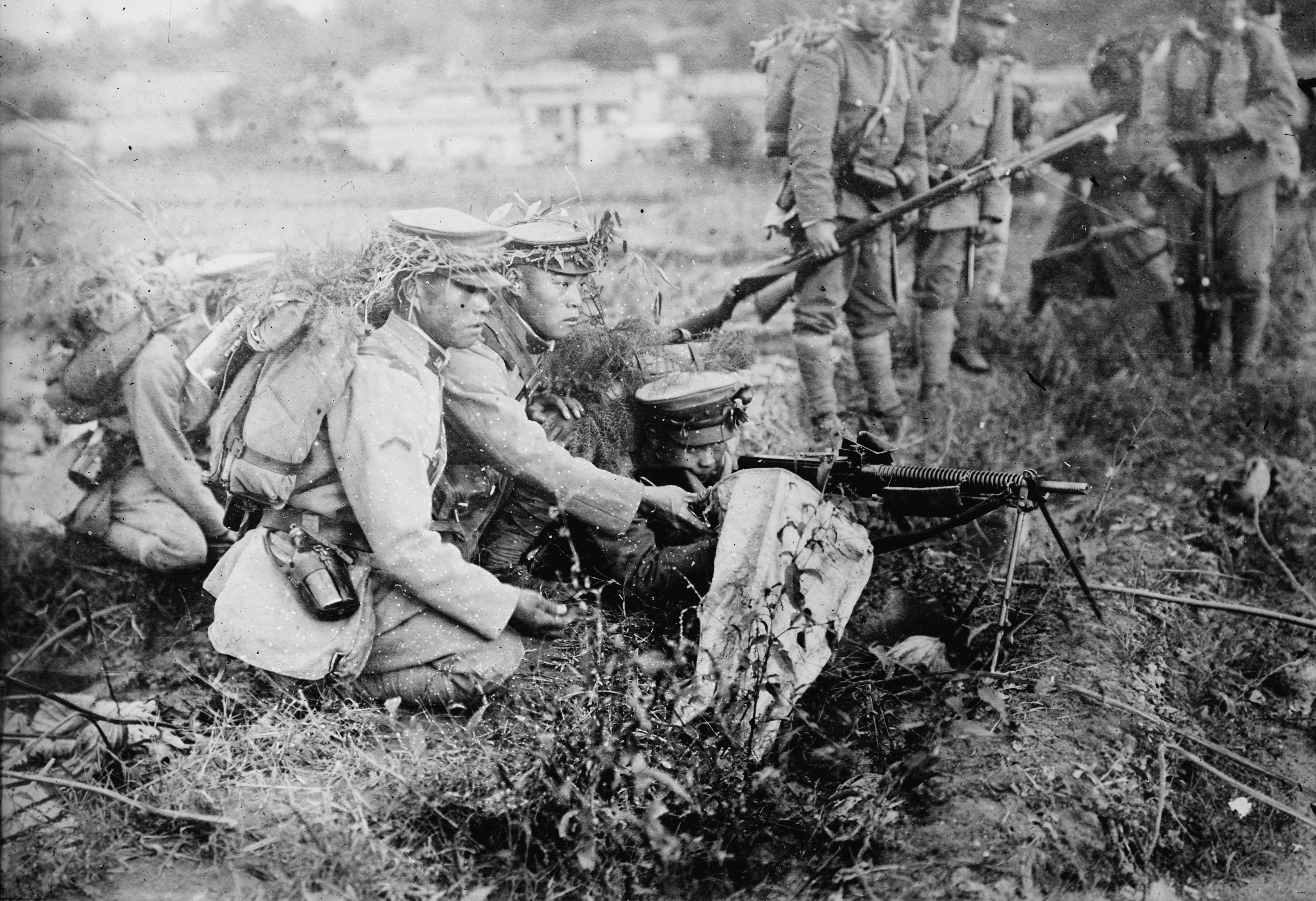
Żołnierze japońscy z karabinem maszynowym Typ 11 podczas manewrów, 1924

Działał na zasadzie odprowadzenia części gazów z przewodu lufy. Rkm Typ 11 był zasilany ze stałego magazynka o pojemności 30 naboi. Naboje były ładowane do magazynka, połączone po pięć (przy pomocy standardowych łódek do karabinu Arisaka Typ 38). Taki system zasilania w połączeniu z jednoczesnym oliwieniem nabojów przed wystrzeleniem był przyczyną częstych zacięć w warunkach polowych.
Teoretycznie system magazynka ma wiele zalet. Zapewnia on łatwą logistykę, pozwalając strzelcom z karabinem Arisaka Typ 38 i obsłudze karabinów maszynowych korzystać z identycznych zapasów amunicji, a w teorii pozwala na prowadzenie ognia w nieskończoność bez przerw na wymianę magazynków. W praktyce jednak system ten wymagał dwóch ludzi i nie mógł być łatwo przeładowywany w ruchu. Zasilany z 5-nabojowych magazynków i pozbawiony szybkowymiennej lufy, Typ 11 nie nadawał się do prowadzenia długotrwałego ognia.
Często pisze się, że broń ta była zawodna i wymagała naboju o zmniejszonym ładunku prochowym. Typ 11, gdy był czysty i prawidłowo konserwowany, był dobrym i niezawodnym karabinem. Został również zaprojektowany tak, aby umożliwić użycie amunicji o różnych ładunkach prochu. Stwierdzono, że stosunkowo krótka lufa (44,45 cm) powoduje nadmierny rozbłysk przy użyciu standardowej amunicji (początkowo przeznaczonej do karabinów Arisaka Typ 38 z lufą dłuższą o 35,35 cm). Z tego powodu wprowadzono nowy, zmniejszony ładunek prochu, który zmniejszał nieco prędkość wylotową pocisku, ale spalał się znacznie dokładniej w krótkiej lufie typu 11 i w rezultacie wytwarzał znacznie mniejszy błysk podczas prowadzenia ognia.

## Wyjaśnienie nazewnictwa
Słowo shiki znaczy to samo, co w języku polskim „wzór” (wz.), „model”, „typ” broni, a nenshiki „wzór”, „model”, „typ” broni z danego roku.
Taishō to nazwa okresu w dziejach Japonii na początku XX w. 